# 三樹樹三

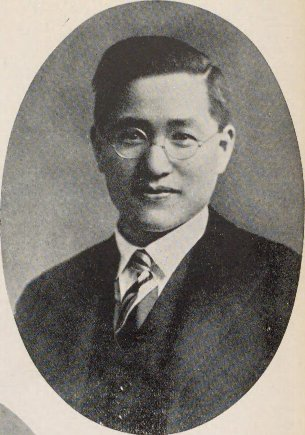
三樹樹三

三樹 樹三（みき きぞう、1895年（明治28年）1月30日 - 1948年（昭和23年）12月15日）は、日本の内務官僚。官選島根県知事。

## 経歴
神奈川県津久井郡三ケ木村（現・相模原市緑区）出身。明治書院創業者・三樹一平の三男として生まれる。第一高等学校を卒業。1918年、東京帝国大学法学部政治学科を卒業。同年10月、高等試験行政科試験に合格。内務省に入省し岡山県属となる。
以後、岡山県理事官、長野県理事官、臨時震災救護事務局事務官、復興局経理部会計課長、内務書記官、大臣官房会計課長、滋賀県書記官・内務部長、群馬県書記官・総務部長、兵庫県書記官・総務部長、大阪府総務部長などを歴任。
1937年2月、島根県知事に就任。山東村外六カ村の農業水利改良事業を推進。1939年4月に知事を退任。同年に退官。
戦後、日本商工会議所専務理事を務めた。

## 栄典
- 1930年（昭和5年）12月5日 - 帝都復興記念章[6]

## 著作
- 『隠岐神社鎮座祭を執行し奉りて:磯の松風』三樹樹三、1939年。
- 『陸又陸』三樹樹三、1941年。